# Orchadian (Australasian native orchid society)
Orchadian (Australasian native orchid society) (abreviado Orchadian) es una revista con ilustraciones y descripciones botánicas que es editada en Sídney. Se edita desde el año 1963 hasta ahora.